# Walerian Borowczyk
Walerian Borowczyk (n. 21 octombrie 1923, Kwilcz⁠(d), Międzychód County⁠(d), voievodatul Polonia Mare, Polonia – d. 3 februarie 2006, Le Port-Marly⁠(d), Île-de-France, Franța) a fost un regizor de film polonez foarte cunoscut la nivel internațional, descris de criticii de film ca un „geniu care s-a întâmplat să fie și un pornograf”. A regizat 40 de filme între anii 1946 și 1988. Borowczyk s-a stabilit la Paris în 1959. Ca regizor de film a lucrat în principal în Franța.

## Biografie
Născut în Kwilcz lângă Poznań, Borowczyk a studiat pictura la Academia de Arte Frumoase din Cracovia, apoi s-a dedicat picturii și litografiei, inclusiv creării de afișe de film cinematografice lucru care i-a adus un premiu național în 1953. Primele sale filme erau animații suprarealiste, unele cu doar câteva secunde, incluzând mai multe comedii cu litere. Cele mai apreciate filme ale sale au fost Był sobie raz (A fost odată, 1957) și Dom (Casa) (1958, cu Jan Lenica). 

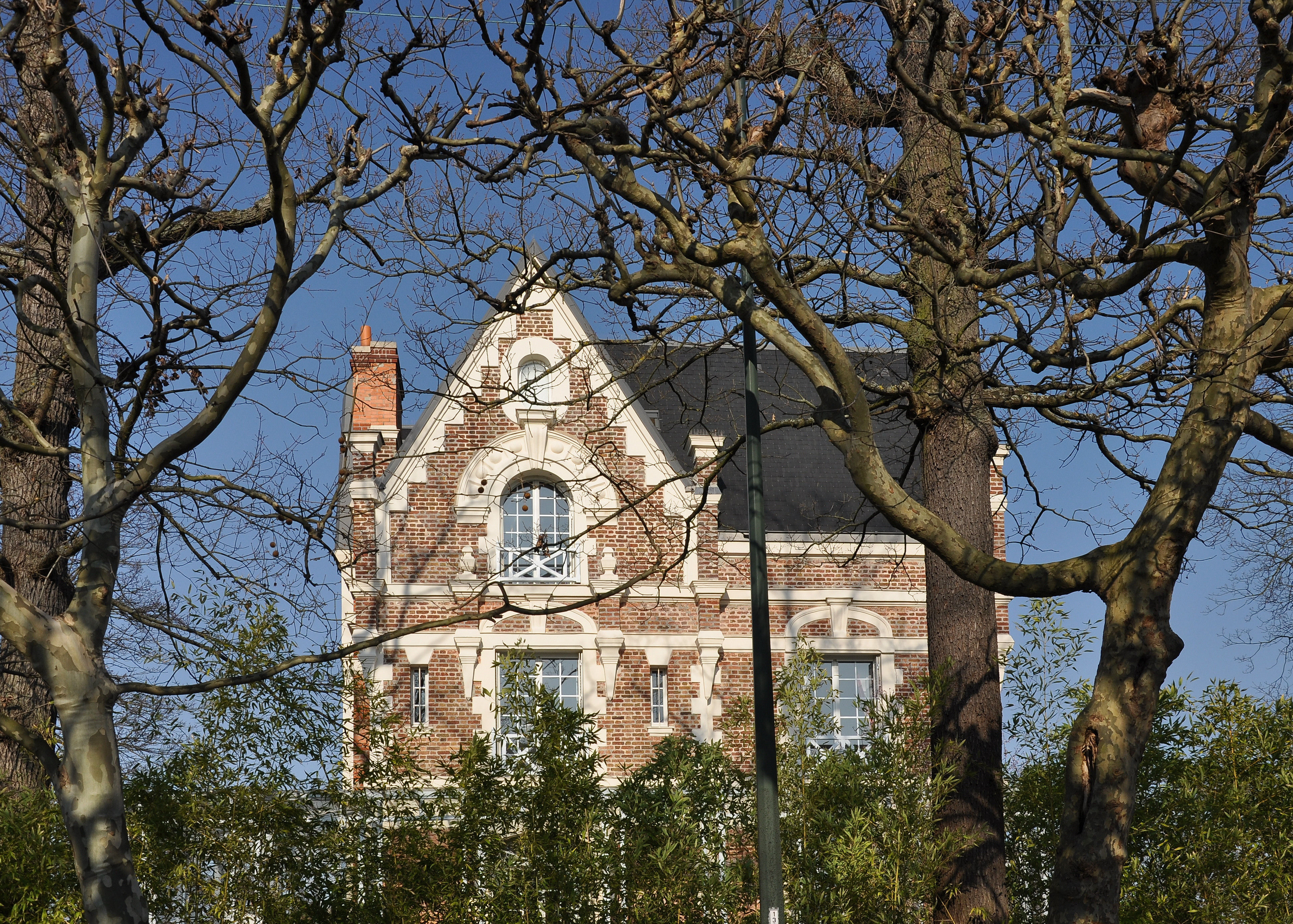
Casa din Le Vésinet lângă Paris, unde artistul a trăit ultimii treizeci de ani ai săi

În 1959, Borowczyk a emigrat în Franța și s-a stabilit la Paris. A lucrat cu Chris Marker la regia animației scurte Les astronautes. Lucrările majore ale acestei perioade includ filmul stop motion Renaissance (1963), care folosește mișcarea inversă pentru a arăta diferite obiecte distruse (o carte de rugăciune, o jucărie umplută etc.) care sunt reasamblate pentru a fi distruse din nou până când ultimul obiect (o bombă) este complet, și coșmarul Jeux des anges (Jocuri de îngeri, 1964), selectat de Terry Gilliam ca fiind unul dintre cele mai bune zece filme animate ale tuturor timpurilor.  În 1967, el a regizat primul său  film animat de lung metraj, Théâtre de Monsieur & Madame Kabal: un film dessiné pour les adultes.
Borowczyk a început să realizeze filme cu artiști de lung metraj odată cu Goto, l'île d'amour (Goto, insula dragostei, 1968) și Blanche (1971), ambele povestiri despre iubirea ilicită înfruntată de soți geloși; în ambele filme joacă soția sa, Ligia Branice-Borowczyk. Unul dintre cele mai apreciate filme ale acestei perioade, Dzieje grzechu (Povestea păcatului, 1975), care a fost nominalizat la Palme d'or, este o adaptare a unui roman clasic  polonez de Stefan Żeromski. Ca și filmul său de scurt metraj din 1966, Rosalie (o adaptare după Guy de Maupassant și un câștigător al Ursului de Argint la Festivalul Internațional de Film de la Berlin), Dzieje grzechu a reușit să prezinte teme de seducție și infanticid. Contes immoraux (Povestiri imorale) (1973) și opera sa ulterioară, inclusiv Interno di un convento  (1977) (film inspirat de Promenades dans Rome de Stendhal ) și Ceremonie d'Amour (Ceremonia iubirii) (1988) au fost controversate, lăudate de unii pentru viziunea lor suprarealistă unică și criticată de alții pentru pornografia lor fără conținut. În special, La Bête (Bestia, 1975) (bazat pe romanul Lokis de Prosper Mérimée și inițial conceput în 1972 ca un film pe cont propriu, dar apoi în 1973 ca a cincea parte  din Contes immoraux) a fost văzut de mulți ca un declin în cariera regizorului după Dzieje grzechu, cu excepția Franței, unde a fost salutat de critici proeminenți precum Ado Kyrou. Filmul său din 1980, Lulu, s-a bazat pe un personaj omonim creat de dramaturgul german Frank Wedekind. 
În 1981, el a realizat Docteur Jekyll et les femmes (cunoscut și ca Blood of Dr. Jekyll), o versiune a povestirii despre Jekyll și Hyde, în care au jucat Udo Kier și Patrick Magee și care descrie transformarea lui Jekyll ca o rebeliune violentă împotriva moralității victoriene. În cartea sa din 1988, Nightmare Movies, Kim Newman a descris filmul ca fiind întunecat, mizantrop și interesant de ofensator. A revenit la scurtmetrajele de animație cu în 1984 cu Scherzo infernal. În 1987, el a regizat Emmanuelle 5, o serie de filme din seria Emmanuelle, care a fost lansat într-o versiune hardcore doar pe video. El a fost nemulțumit de proiect datorită disputei privind distribuirea actriței principale Monique Gabrielle. În 1988 și 1990, el a regizat patru episoade pentru seria Série rose: Les Chefs d'Évre de la littérature érotique pentru M6. 
Multe dintre filmele lui Borowczyk folosesc setări istorice, printre care Ars Amandi: l'arte di amare (1983), stabilit în epoca lui Ovidiu (și prezentând poetul ca personaj); Blanche, stabilit în Evul Mediu și trei dintre cele patru episoade din Contes immoraux, stabilite în secolul al XIX-lea, secolul al XVI-lea și în perioada papei Alexandru al VI-lea Borgia. 
O serie de filme ale sale [cum ar fi povestirea La Marée (The Tide) din Contes immoraux,  La Marge (The Streetwalker, 1976), episodul Marceline din Les Héroïnes du mal: Margherita, Marceline, Marie, 1979) și Cérémonie d'amour] s-au bazat pe povestiri de André Pieyre de Mandiargues. Un produs mai puțin obișnuit al acestei colaborări a fost Une collection particulière din 1973, o reprezentare a colecției de articole pornografice a lui Borowczyk, cu Mandiargues ca scenarist și narator. 
Borowczyk a fost autorul a două cărți; Anatomia diabła (Anatomia diavolului) (1992) și Moje polskie lata (Anii mei polonezi) (2002). 
El a murit din cauza insuficienței cardiace la Paris în 2006, în vârstă de 82 de ani.

## Filmografie
Film
| Titlu                              | An   | Regizor | Scenarist | Altele                         | Titlu engleză                      | Note                                   |
| ---------------------------------- | ---- | ------- | --------- | ------------------------------ | ---------------------------------- | -------------------------------------- |
| Renesans                           | 1964 | Da      | Da        | N/A                            | "Renaissance"                      |                                        |
| Théâtre de Monsieur & Madame Kabal | 1967 | Da      | Da        | Producător designer            | "Mr. and Mrs. Kabal's Theatre"     |                                        |
| Goto, l'île d'amour                | 1969 | Da      | Da        | N/A                            | "Goto, Island of Love"             | Compozitor: "L'hymne national de Goto" |
| Blanche                            | 1972 | Da      | Da        | Monteur & production designer  | "Blanche"                          |                                        |
| Contes immoraux                    | 1973 | Da      | Da        | Monteur & production designer  | "Immoral Tales"                    |                                        |
| La Bête                            | 1975 | Da      | Da        | Monteur                        | "The Beast"                        |                                        |
| Dzieje grzechu                     | 1975 | Da      | Da        | Actor (rolul: "Piotr Iwanycz") | "The Story of Sin"                 | Rol nemenționat                        |
| La Marge                           | 1976 | Da      | Da        | N/A                            | "The Margin" or "The Streetwalker" |                                        |
| Interno di un convento             | 1978 | Da      | Da        | Monteur                        | "Behind Convent Walls"             |                                        |
| Les héroïnes du mal                | 1979 | Da      | Da        | N/A                            | "Immoral Women"                    |                                        |
| Collections privées                | 1979 | Da      | Da        | N/A                            | "Private Collections"              | Segment: "L'armoire"                   |
| Lulu                               | 1980 | Da      | Da        | Production designer            | "Lulu"                             |                                        |
| Docteur Jekyll et les femmes       | 1981 | Da      | Da        | Production designer            | "Blood of Dr. Jekyll"              |                                        |
| Ars amandi                         | 1983 | Da      | Da        | Monteur & director de imagine  | "The Art of Love"                  |                                        |
| Emmanuelle 5                       | 1987 | Da      | Da        | N/A                            | "Emmanuelle 5"                     |                                        |
| Cérémonie d'amour                  | 1987 | Da      | Da        | N/A                            | "Love Rites"                       |                                        |

## Premii
- Nominalizat: Premiul BAFTA pentru cel mai bun film animat - Dom (1960) (împărțit cu Jan Lenica )
- Câștigat: Premiul Special al Juriului pentru cel mai bun scurt metraj - Le concert de M. et Mme. Kabal (1963)
- A câștigat: Premiul special pentru cel mai bun scurt metraj - Rosalie (1966)
- A câștigat: Ursul de Argint pentru  cel mai bun scurtmetraj la Festivalul Internațional de Film de la Berlin - Rosalie (1966)
- A câștigat: Premiul Special al Juriului - Rosalie (1967)
- Câștigat: Premiul Interfilm - Théâtre de Monsieur & Madame Kabal (1967)
- A câstigat: Interfilm Grand Prix - Blanche (1972)
- Nominalizat: Palme d'Or la Festivalul Internațional de Film de la Cannes - Dzieje grzechu (1975)
- A câștigat: Premiul Maria pentru cel mai bun regizor - Docteur Jekyll et les femmes (1981)[14]